# Mexigonus minutus
Mexigonus minutus là một loài nhện trong họ Salticidae.
Loài này thuộc chi Mexigonus. Mexigonus minutus được Frederick Octavius Pickard-Cambridge miêu tả năm 1901.